# ألبرت كونستابل
ألبرت كونستابل هو محامي وقاضي وسياسي أمريكي، ولد في 3 يونيو 1805 في شارلستون في الولايات المتحدة، وتوفي في 18 سبتمبر 1855 في كامدن في الولايات المتحدة. نشط حزبياً في الحزب الديمقراطي. وقد انتخب عضو مجلس النواب الأمريكي ‏.